# Вівсянка-інка сіра
Вівсянка-інка сіра (Piezorina cinerea) — вид горобцеподібних птахів родини саякових (Thraupidae). Ендемік Перу. Це єдиний представник монотипового роду Сіра вівсянка-інка (Piezorina).

## Опис

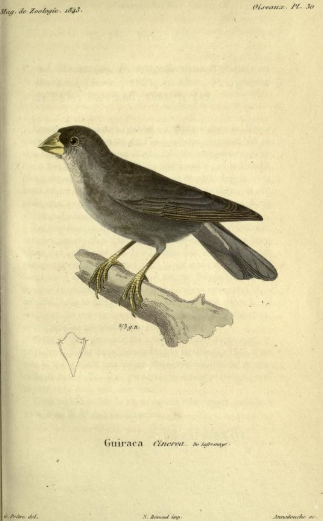
Сіра вівсянка-інка (малюнок 1843 року)

Довжина птаха становить 16,5 см. Верхня частина тіла сіра, обличчя чорнувате. Нижня частина тіла світліша, горло і живіт білуваті. Дзьоб жовтий, міцний, лапи жовтуваті.

## Поширення і екологія
Сірі вівсянки-інки мешкають в прибережних районах на північному заході Перу, від Тумбеса до Ла-Лібертада, одного разу булли зафіксовані в Еквадорі. Вони живуть в сухих, відкритих, пустельних регіонах, порослих сухими чагарниковими заростями. Зустрічаються на висоті до 300 м над рівнем моря.

## Поведінка
Сірі вівсянки-інки зустрічаються парами або невеликими зграйками. Живляться насінням і комахами, яких шукають на землі. Гніздування відбувається у травні-червні, в проміщку між посушливим сезоном і сезоном дощів. Гніздо чашоподібне. зроблене з рослинних волокон, скріплених павутинням, розміщується на дереві, в розвилці між гілками. В кладці 2-3 блакитнуватих яйця, поцяткованих коричневими плямами. Сірі вівсянки-інки іноді стають жертвами гніздового паразитизму синіх вашерів.